# Phalloniscus mateui
Phalloniscus mateui är en kräftdjursart som beskrevs av Albert Vandel1953. Phalloniscus mateui ingår i släktet Phalloniscus och familjen Dubioniscidae. Inga underarter finns listade i Catalogue of Life.